# Cordino EC
Der Cordino Esporte Clube ist ein Fußballverein aus Barra do Corda, im brasilianischen Bundesstaat Maranhão. Der Klub wurde 2010 gegründet.

## Geschichte
Der Klub ging aus einer Mannschaft der Stadtverwaltung von Barra do Corda hervor, die am Copão Maranhão do Sul, einem Turnier mit anderen Verwaltungsbehörden in der Region, teilnahm. Begeistert beschlossen die Verantwortlichen und das Rathaus, das Team zu professionalisieren und alle Gebühren an den Verband FMF zu zahlen. Das erste Turnier, an dem sie teilnahmen, war 2010 in der zweiten Liga der Staatsmeisterschaft von Maranhão. Auf Anhieb gelang die Qualifikation für die erste Liga der Staatsmeisterschaft für 2011. Hier hielt sich Cordino bis einschließlich 2020. Dann erfolgte der erste Abstieg. Seitdem pendelt der Klub zwischen der ersten und zweiten Liga der Staatsmeisterschaft.
2017 gewann Cordino die Vizemeisterschaft der Staatsmeisterschaft. Der Sieg berechtigte die Mannschaft an der Teilnahme des Copa do Nordeste 2018 und Copa do Brasil 2018. Im Copa do Brasil spielte Cordino gegen Náutico Capibaribe 1:1. Aufgrund der Wettbewerbsregeln schied Cordino aus, weil Náutico im Ranking des nationalen Verbandes dastand, Platz 157 vs. Platz 33.
2020 musste der Klub aus der ersten Liga der Staatsmeisterschaft absteigen müssen. Die erste Runde des Turniers hatte man sieglos abgeschlossen (ein Unentschieden, sieben Niederlagen). Die Segunda Divisão, zweite Liga, der Staatsmeisterschaft 2021 konnte Cordino gewinnen und somit in deren oberste Spielklasse zurückkehren. 2022 wurde der Klub hier wieder Vizemeister, welches auch wieder zur Teilnahme an der Copa do Nordeste 2023 und Copa do Brasil 2023 berechtigte. Bei Zweiterem unterlag der Klub in der ersten Runde dem Grêmio Esportivo Brasil mit 0:2.
2024 war die Austragung der Staatsmeisterschaft enttäuschend für Cordino. Die Gruppenphase schloss der Klub als Tabellenletzter ab. In den 14 Spielen gewann man einmal. Hinzu kamen vier Unentschieden und neun Niederlagen.

## Teilnahme an Fußballwettbewerben
| Wettbewerb                          | Teilnahmen           |
| ----------------------------------- | -------------------- |
| Copa do Brasil                      | 2018, 2023           |
| Série D                             | 2017–2018, 2023      |
| Staatsmeisterschaft                 | 2011–2020, 2022–2024 |
| Staatsmeisterschaft Segunda Divisão | 2010, 2021, 2025–    |
| Copa do Nordeste                    | 2018, 2023           |

## Erfolge
- Staatsmeisterschaft von Maranhão – Vizemeister: 2017, 2022
- Staatsmeisterschaft von Maranhão – Segunda Divisão: 2021